# Asia-Pacific Economic Cooperation
L'Asia-Pacific Economic Cooperation (APEC), ossia Cooperazione Economica Asia-Pacifico, è un organismo nato nel 1989 allo scopo di favorire la cooperazione (o, più in generale, la crescita) economica, il libero scambio e gli investimenti nell'area asiatico-pacifica. Tale area (come suggerisce il logo stesso dell'APEC) coincide non solo con l'Asia Pacifica, ma potenzialmente con l'intero Anello del Pacifico.
L'APEC ha sede a Singapore, Paese considerato una delle tigri dell'Asia.
Dal punto di vista del diritto internazionale, l'APEC si definisce organismo e non organizzazione internazionale perché, essendo composto da economie e non da Stati, è privo di una piena personalità giuridica. Ciò spiega, tra l'altro, come mai possano farne parte contemporaneamente la Cina continentale, Hong Kong e Taiwan, ossia tre realtà che, territorialmente (secondo Pechino e secondo tutti i governi che intrattengono relazioni diplomatiche con Pechino), appartengono ad un unico Stato: la Repubblica Popolare Cinese.

## Paesi membri
Sono membri dell'APEC le ventuno economie seguenti:
- Australia (Socio fondatore e formata nel 1989)
- Brunei (Socio fondatore e formata nel 1989)
- Canada (Socio fondatore e formata nel 1989)
- Indonesia (Socio fondatore e formata nel 1989)
- Giappone (Socio fondatore e formata nel 1989)
- Corea del Sud (Socio fondatore e formata nel 1989)
- Malaysia (Socio fondatore e formata nel 1989)
- Nuova Zelanda (Socio fondatore e formata nel 1989)
- Filippine (Socio fondatore e formata nel 1989)
- Singapore (Socio fondatore e formata nel 1989)
- Thailandia (Socio fondatore e formata nel 1989)
- Stati Uniti (Socio fondatore e formata nel 1989)
- Cina (Membro dal 1991)
- Hong Kong (Membro dal 1991)
- Taiwan (Membro dal 1991)
- Messico (Membro dal 1993)
- Papua Nuova Guinea (Membro dal 1993)
- Cile (Membro dal 1994)
- Perù (Membro dal 1998)
- Russia (Membro dal 1998)
- Vietnam (Membro dal 1998)

## Storia
L'idea di incoraggiare relazioni paritetiche più strette fra le economie dell'Asia Pacifica risale almeno al 1960, anno in cui fu formulata per la prima volta la proposta di istituire la Organization of Asian Economic Cooperation (OAEC, ovvero Organizzazione per la Cooperazione Economica Asiatica).
Tale proposta non ebbe successo, anche per le resistenze di molti governi dell'area a dar vita ad una nuova organizzazione internazionale, cioè ad un soggetto dotato di piena personalità giuridica.
Dopo sforzi diplomatici durati quasi trent'anni, un primo nucleo di economie dell'area asiatico-pacifica giunse finalmente ad accordarsi per istituire un organismo di cooperazione. La notizia che i tempi erano ormai maturi fu data a Seul il 31 gennaio 1989 da uno dei principali artefici dell'APEC, l'allora primo ministro australiano Bob Hawke, d'accordo con il presidente sudcoreano dell'epoca, Roh Tae-woo, presso il quale Hawke si era recato in visita ufficiale il giorno prima. Tuttavia, fu necessario attendere il 5 e il 6 novembre 1989 affinché i ministri del Commercio e degli Esteri di dodici economie si ritrovassero effettivamente a Canberra, in Australia, per il primo incontro APEC. Le dodici economie erano le seguenti: Australia, Brunei, Canada, Corea del Sud, Filippine, Giappone, Indonesia, Malesia, Nuova Zelanda, Singapore, Stati Uniti d'America e Thailandia.
La Cina, Hong Kong e Taiwan si unirono al gruppo nel 1991; il Messico e Papua Nuova Guinea nel 1993; il Cile nel 1994. Infine, con l'ammissione di Perù, Russia e Vietnam nel 1998, il numero delle economie APEC è arrivato a ventuno.
Malgrado la sua importanza, quello di Canberra fu un incontro informale tra ministri e alti funzionari delle economie APEC. Nessun capo di governo partecipò ad esso, né agli incontri che si susseguirono fino al 1992 compreso. Nel 1993 l'allora presidente degli Stati Uniti, Bill Clinton, invitò gli altri leader politici delle economie APEC a Blake Island, nello Stretto di Puget, sulla costa pacifica degli Stati Uniti (non lontano da Seattle), elevando in tal modo per la prima volta il rango degli incontri APEC al livello dei capi di governo. A partire da quel momento, gli incontri APEC fra capi di governo si sono ripetuti con cadenza annuale.

## Vertici
| Data                 | Città               | Paese              |
| -------------------- | ------------------- | ------------------ |
| 6-7 novembre 1989    | Canberra            | Australia          |
| 29-31 luglio 1990    | Singapore           | Singapore          |
| 12-14 novembre 1991  | Seul                | Corea del Sud      |
| 10-11 settembre 1992 | Bangkok             | Thailandia         |
| 19-20 novembre 1993  | Seattle             | Stati Uniti        |
| 15-16 novembre 1994  | Bogor               | Indonesia          |
| 18-19 novembre 1995  | Osaka               | Giappone           |
| 24-25 novembre 1996  | Manila/Subic        | Filippine          |
| 24-25 novembre 1997  | Vancouver           | Canada             |
| 17-18 novembre 1998  | Kuala Lumpur        | Malaysia           |
| 12-13 settembre 1999 | Auckland            | Nuova Zelanda      |
| 15-16 novembre 2000  | Bandar Seri Begawan | Brunei             |
| 20-21 ottobre 2001   | Shanghai            | Cina               |
| 26-27 ottobre 2002   | Los Cabos           | Messico            |
| 20-21 ottobre 2003   | Bangkok             | Thailandia         |
| 20-21 novembre 2004  | Santiago            | Cile               |
| 18-19 novembre 2005  | Pusan               | Corea del Sud      |
| 18-19 novembre 2006  | Hanoi               | Vietnam            |
| 8-9 settembre 2007   | Sydney              | Australia          |
| 22-23 novembre 2008  | Lima                | Perù               |
| 14-15 novembre 2009  | Singapore           | Singapore          |
| 13-14 novembre 2010  | Yokohama            | Giappone           |
| 12-13 novembre 2011  | Honolulu            | Stati Uniti        |
| 9-10 settembre 2012  | Vladivostok         | Russia             |
| 5-7 ottobre 2013     | Denpasar            | Indonesia          |
| 10-11 novembre 2014  | Pechino             | Cina               |
| 18-19 novembre 2015  | Pasay               | Filippine          |
| 19-20 novembre 2016  | Lima                | Perù               |
| 10-11 novembre 2017  | Đà Nẵng             | Vietnam            |
| 17-18 novembre 2018  | Port Moresby        | Papua Nuova Guinea |
| 16-17 novembre 2019  | Santiago            | Cile (annullato)   |
| 20 novembre 2020     | Kuala Lumpur        | Malaysia           |
| 12 novembre 2021     | Auckland            | Nuova Zelanda      |
| 18-19 novembre 2022  | Bangkok             | Thailandia         |
| 15-17 novembre 2023  | San Francisco       | Stati Uniti        |
| 10-16 novembre 2024  | Cusco               | Perù               |